# Soprintendenza del Mare
La Soprintendenza del Mare, nome ufficiale "Soprintendenza per i Beni culturali e ambientali del Mare", è una Soprintendenza della Regione siciliana per la tutela e valorizzazione dei beni culturali e ambientali che si trovano nelle acque marine e delle risorse archeologiche sottomarine. Dipende dal Dipartimento dei Beni culturali e dell'Identità siciliana dell'assessorato dei Beni culturali della Regione Siciliana. 

## Storia
Nel 1999 per volontà di Sebastiano Tusa fu istituito, dal Dipartimento regionale Beni culturali, un gruppo per la ricerca archeologica subacquea: il G.I.A.S.S. (Gruppo d’Indagine Archeologica Subacquea Sicilia) poi divenuto S.C.R.A.S. (Servizio Coordinamento Ricerche Archeologiche Sottomarine).
La prima Soprintendenza del Mare d’Italia è stata istituita in Sicilia, con un apposito articolo nella legge finanziaria della Regione Siciliana del 2004, presentato dall'allora assessore ai Beni culturali Fabio Granata (art. 28 - Istituzione della Soprintendenza del Mare) per tutelare, gestire e valorizzare la cultura del mare in Sicilia.

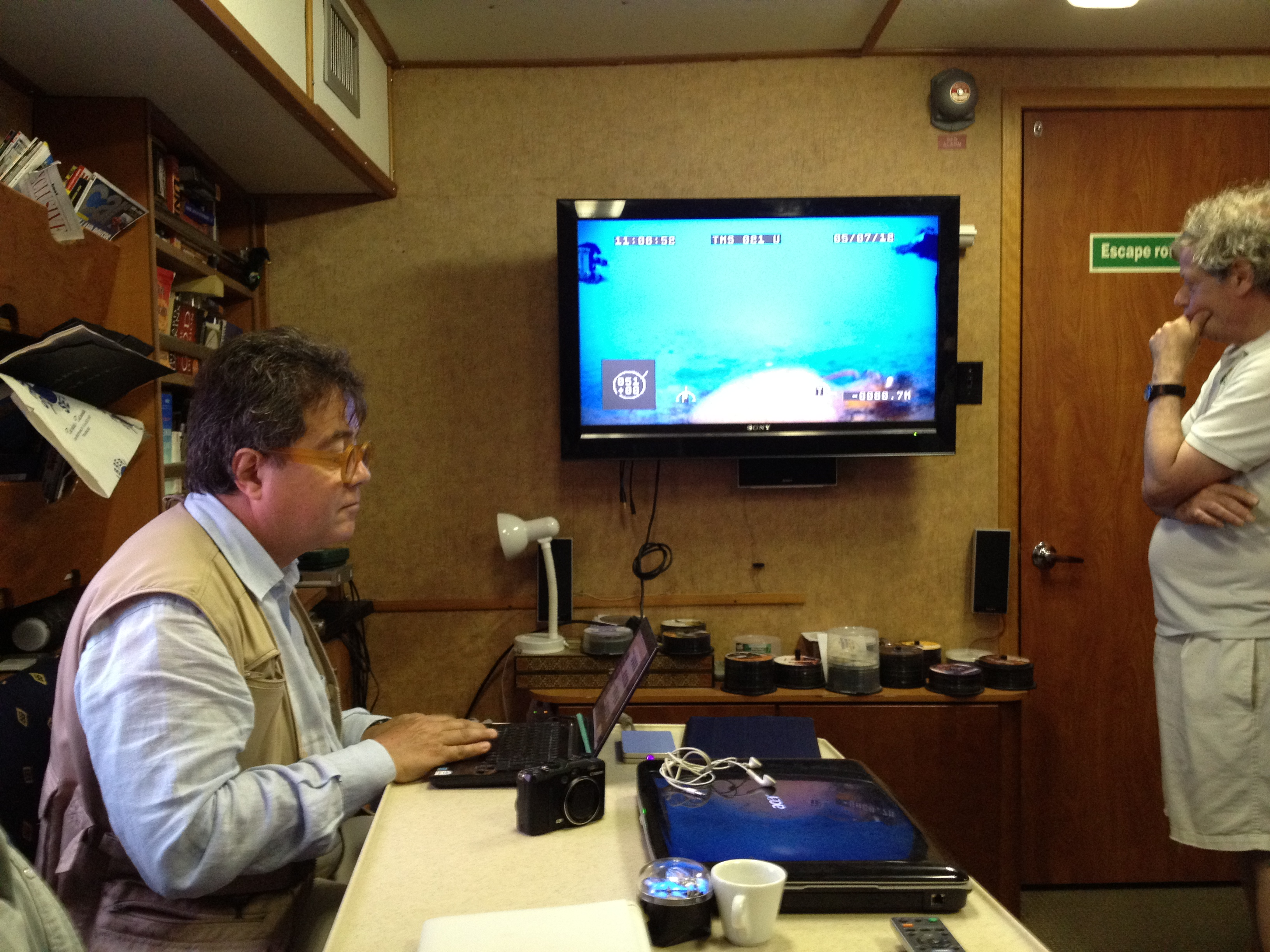
Sebastiano Tusa a bordo della Hercules RPM durante le operazioni di recupero di un rostro della battaglia delle Egadi

Lo stesso Tusa è stato il primo soprintendente, fino al 2010 quando fu sostituito da Giuseppe Gini. Tusa tornò alla guida nel 2012, fino a quando, nominato assessore regionale nella giunta Musumeci, viene sostituito nel luglio 2018 da Adriana Fresina. Dal 1º settembre 2019 la moglie di Tusa, Valeria Li Vigni passa dalla guida del museo Palazzo Riso alla Soprintendenza.Nel 2022 viene nominato Soprintendente Ferdinando Maurici.

## Organizzazione
La soprintendenza è articolata in un Servizio e due Unità operative 
- Servizio Soprintendenza del Mare
- UO I - Staff, Affri Generali e del personale, legale e contenzioso, bandi, gare e contratti, contabilità, ufficiale rogante, sicurezza nei luoghi di lavoro, protezione civile
- UO II - Ricerca e tutela dei Beni archeologici antichi e moderni, paesaggistici e demoetnoantropologici, SIT, Divulgazione del patrimonio culturale sommerso, Museo del Mare Arsenale della Marina Regia

### Soprintendenti
- Sebastiano Tusa (2004-2010)
- Giuseppe Gini (2010-2012)
- Sebastiano Tusa (2012-2018)
- Adriana Fresina (2018-2019)
- Valeria Li Vigni (2019-2022)
- Ferdinando Maurici (2022 - in carica)